# منتخب مصر لكرة اليد على الكراسي المتحركة
منتخب مصر لكرة اليد على الكراسي المتحركة هو المنتخب الوطني لكرة اليد على الكراسي المتحركة في مصر ويتم إدارته من قبل الاتحاد المصري لكرة اليد. حصلت مصر على المركز الأول في النسخة الثالثة من بطولة العالم للكراسي المتحركة الرباعية التي أقيمت في مصر.

## سجل تنافسي

### بطولة العالم لكرة اليد على الكراسي المتحركة
| سجل بطولة العالم لكرة اليد على الكراسي المتحركة للاتحاد الدولي لكرة اليد | سجل بطولة العالم لكرة اليد على الكراسي المتحركة للاتحاد الدولي لكرة اليد | سجل بطولة العالم لكرة اليد على الكراسي المتحركة للاتحاد الدولي لكرة اليد | سجل بطولة العالم لكرة اليد على الكراسي المتحركة للاتحاد الدولي لكرة اليد | سجل بطولة العالم لكرة اليد على الكراسي المتحركة للاتحاد الدولي لكرة اليد | سجل بطولة العالم لكرة اليد على الكراسي المتحركة للاتحاد الدولي لكرة اليد | سجل بطولة العالم لكرة اليد على الكراسي المتحركة للاتحاد الدولي لكرة اليد | سجل بطولة العالم لكرة اليد على الكراسي المتحركة للاتحاد الدولي لكرة اليد | سجل بطولة العالم لكرة اليد على الكراسي المتحركة للاتحاد الدولي لكرة اليد | سجل بطولة العالم لكرة اليد على الكراسي المتحركة للاتحاد الدولي لكرة اليد |
| سنة                                                                      | موضع                                                                     |                                                                          |                                                                          |                                                                          |                                                                          |                                                                          |                                                                          |                                                                          |                                                                          |
| ------------------------------------------------------------------------ | ------------------------------------------------------------------------ | ------------------------------------------------------------------------ | ------------------------------------------------------------------------ | ------------------------------------------------------------------------ | ------------------------------------------------------------------------ | ------------------------------------------------------------------------ | ------------------------------------------------------------------------ | ------------------------------------------------------------------------ | ------------------------------------------------------------------------ |
| 2022                                                                     | الوصيف                                                                   | 6                                                                        | 4                                                                        | 2                                                                        | 9                                                                        | 4                                                                        | 78                                                                       | 62                                                                       |                                                                          |
| 2024                                                                     | الأبطال                                                                  | 6                                                                        | 5                                                                        | 1                                                                        | 11                                                                       | 3                                                                        | 98                                                                       | 73                                                                       |                                                                          |
| المجموع                                                                  | 2/2                                                                      | 12                                                                       | 9                                                                        | 3                                                                        | 20                                                                       | 7                                                                        | 176                                                                      | 135                                                                      |                                                                          |

## الفريق الحالي
تشكيلة منتخب مصر الدولية في بطولة العالم للكراسي المتحركة 2022.
المدير الفني: وائل عبد العاطي سيد علي, المدرب المساعد : إبراهيم محمد نصر الدين يونس, الإداري: كرم محمد مرسي عبد القادر, أخصائي العلاج الطبيعي: روماني نبيل ويلسون حنا.
| الرقم | المركز | الاسم                              | تاريخ الميلاد (العمر) | الارتفاع | الظهور | الأهداف | النادي |
| ----- | ------ | ---------------------------------- | --------------------- | -------- | ------ | ------- | ------ |
| 3     |        | آيات أحمد سعيد محمد إبراهيم (W)    | 3 مارس 2003           | 1.60 م   | 0      | 0       |        |
| 9     |        | أحمد عصام خليل عبد الرحمن (M)      | 3 يونيو 1996          | 1.83 م   | 0      | 0       |        |
| 10    |        | سامي منصور عبد الرحمن السبعاوي (M) | 6 فبراير 1981         | 1.60 م   | 0      | 0       |        |
| 13    |        | ربيع حسني حسنين جودة (M)           | 16 فبراير 1980        | 1.80 م   | 0      | 0       |        |
| 28    |        | وفاء محمد عبدالله يونس (W)         | 7 ديسمبر 1975         | 1.55 م   | 0      | 0       |        |
| 44    |        | طوبى مجدي محمود عيسى (M)           | 12 أكتوبر 1985        | 1.55 م   | 0      | 0       |        |
| 45    |        | محمد محمد حسب النبي أحمد (M)       | 29 أبريل 1989         | 1.80 م   | 0      | 0       |        |
| 55    |        | مجدي طلعت عبده عباس (M)            | 6 مارس 1996           | 1.20 م   | 0      | 0       |        |
| 66    |        | محمد أنور أحمد حسنين (M)           | 5 نوفمبر 1982         | 1.82 م   | 0      | 0       |        |
| 99    |        | محمد فرج جمعة عبد العزيز (M)       | 9 فبراير 1978         | 1.63 م   | 0      | 0       |        |
|       |        | متوسط                              | age 35.2              | 1.64 م   | 0      | 0       |        |

## روابط خارجية
- الاتحاد المصري لكرة اليد
- الملف الشخصي للاتحاد الدولي لكرة اليد